# Železnodorožnyj (Moskevská oblast)
Železnodorožnyj (rusky Железнодорожный, do roku 1939 Obiralovka – Обираловка) bylo samostatné město v Moskevské oblasti v Ruské federaci, asi 20 km východně od Moskvy, které bylo v roce 2015 začleněno do sousední Balašichy. Při sčítání lidu v roce 2010 měl přes 131 tisíc obyvatel. Jméno Železnodorožnyj nadále ze správního hlediska nese jeden z mikrorajónů Balašichy.
Zdejší železniční stanice na trati Moskva – Nižnij Novgorod (otevřena 1861) nese název Železnodorožnaja (dříve Obiralovka). Lev Nikolajevič Tolstoj sem umístil scénu románu Anna Kareninová, v níž se hlavní hrdinka vrhne pod vlak.